# Dumfries House

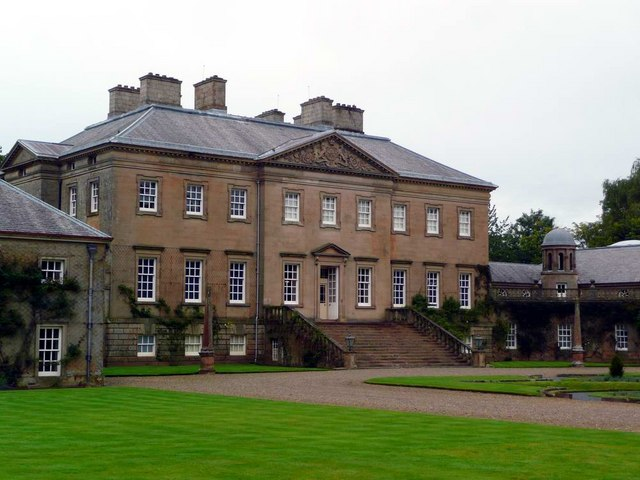
Dumfries House

Dumfries House ist ein Herrenhaus rund zwei Kilometer westlich der schottischen Stadt Cumnock in der Council Area East Ayrshire. 1971 wurde das Bauwerk in die schottischen Denkmallisten in die höchste Kategorie A aufgenommen. Auf den weitläufigen Ländereien des Herrenhauses stehen drei weitere Kategorie-A-Bauwerke, ein Taubenhaus, eine Brücke sowie zwei Lodges. 1987 wurden die Außenanlagen in das Inventory of Gardens and Designed Landscapes in Scotland aufgenommen.

## Geschichte
Im Laufe der zweiten Hälfte des 17. Jahrhunderts bewohnte die Familie Crichton das Anwesen von Leifnorris House. Als William Dalrymple-Crichton mit dem Tod seiner Mutter den Titel Earl of Dumfries erbte, gab er die Errichtung eines neuen herrschaftlichen Sitzes in Auftrag. Die Architekten John und Robert Adam begannen 1754 mit den Arbeiten, die sie 1759 abschlossen. Von dem erstmals 1440 erwähnten Leifnorris House waren gegen Ende des 19. Jahrhunderts keine Überreste mehr erhalten.
Durch Dalrymple-Crichtons Großnichte fielen die Ländereien an John Crichton-Stuart, 2. Marquess of Bute. Im Zuge einer Modernisierung im frühen 19. Jahrhundert wurde das Gebäude umfassend umgestaltet. John Patrick Crichton-Stuart, 3. Marquess of Bute ließ außerdem die Gärten erweitern und fünf neue Torhäuser errichten. Für die bedeutendsten Arbeiten an Dumfries House zeichnet Robert Weir Schultz verantwortlich. Hierzu zählt auch der Anbau zweier Flügel an die beiden Pavillons.
Da sich kein Käufer fand, wurde in den 2000er Jahren die Versteigerung zahlreicher Exponate der einzigartigen Innenausstattung vorbereitet. Unter Führung von Charles III., dem damaligen Prince Charles, wurde eine Organisation gegründet, welche dem 7. Marquess of Bute das rund 2000 acres (rund 810 Hektar) große Anwesen zum Preis von 45 Mio. £ abkaufte, um es zu erhalten. Im Folgejahr wurde das Herrenhaus für die Öffentlichkeit geöffnet.

## Taubenhaus

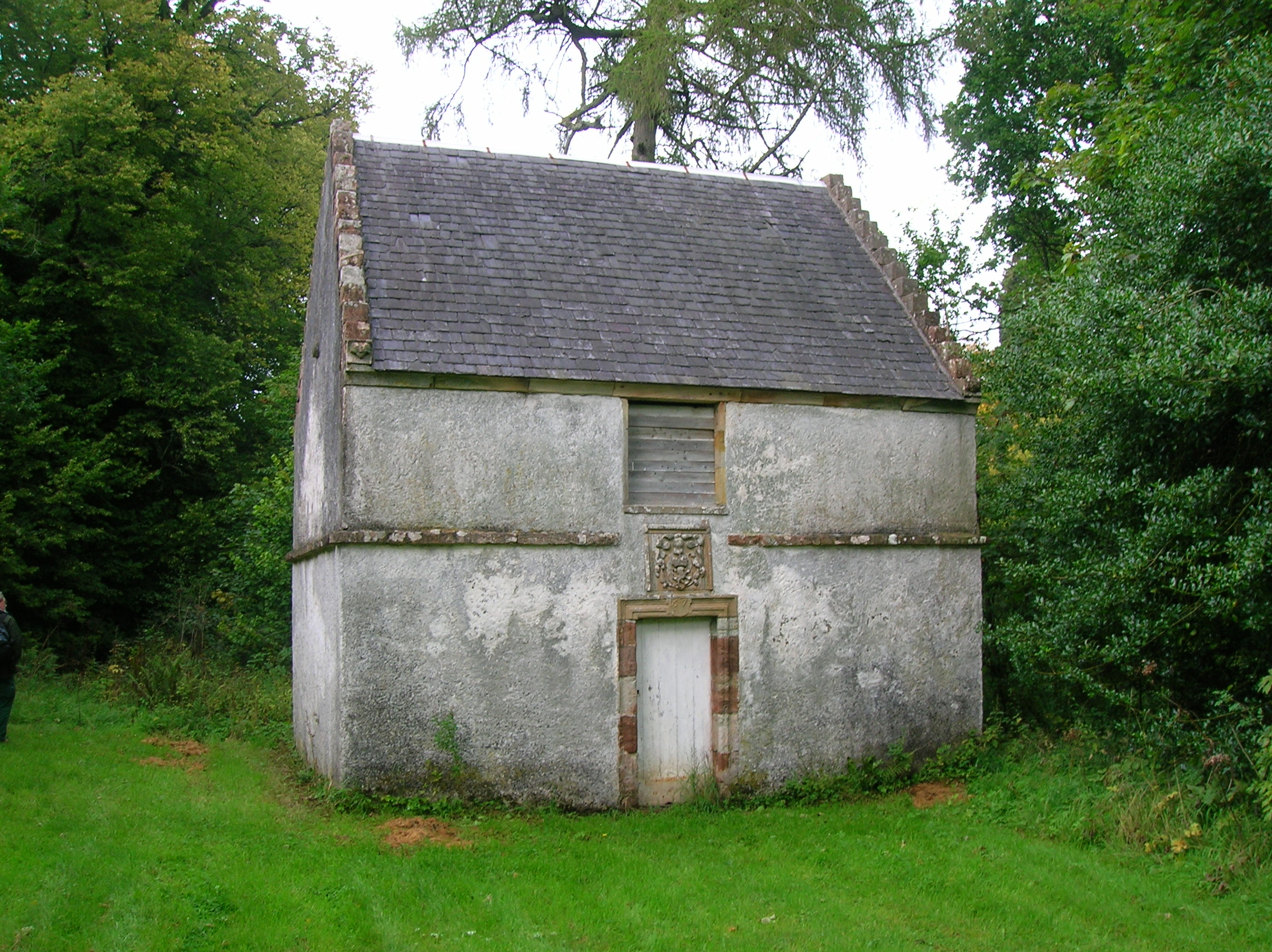
Taubenhaus von Dumfries House

Das Taubenhaus von Dumfries House ist seit 1971 eigenständig als Kategorie-A-Bauwerk klassifiziert. Neben einer Scheune handelt es sich um das einzige Bauwerk, das noch von Leifnorris House stammt. Es wurde im Jahre 1671 erbaut und 1842 restauriert. Die Wände sind mit Harl verputzt und das abschließende Satteldach mit Stufengiebel gearbeitet. Das Innere des Taubenhauses ist nicht in Räume untergliedert.

## Avenue Bridge

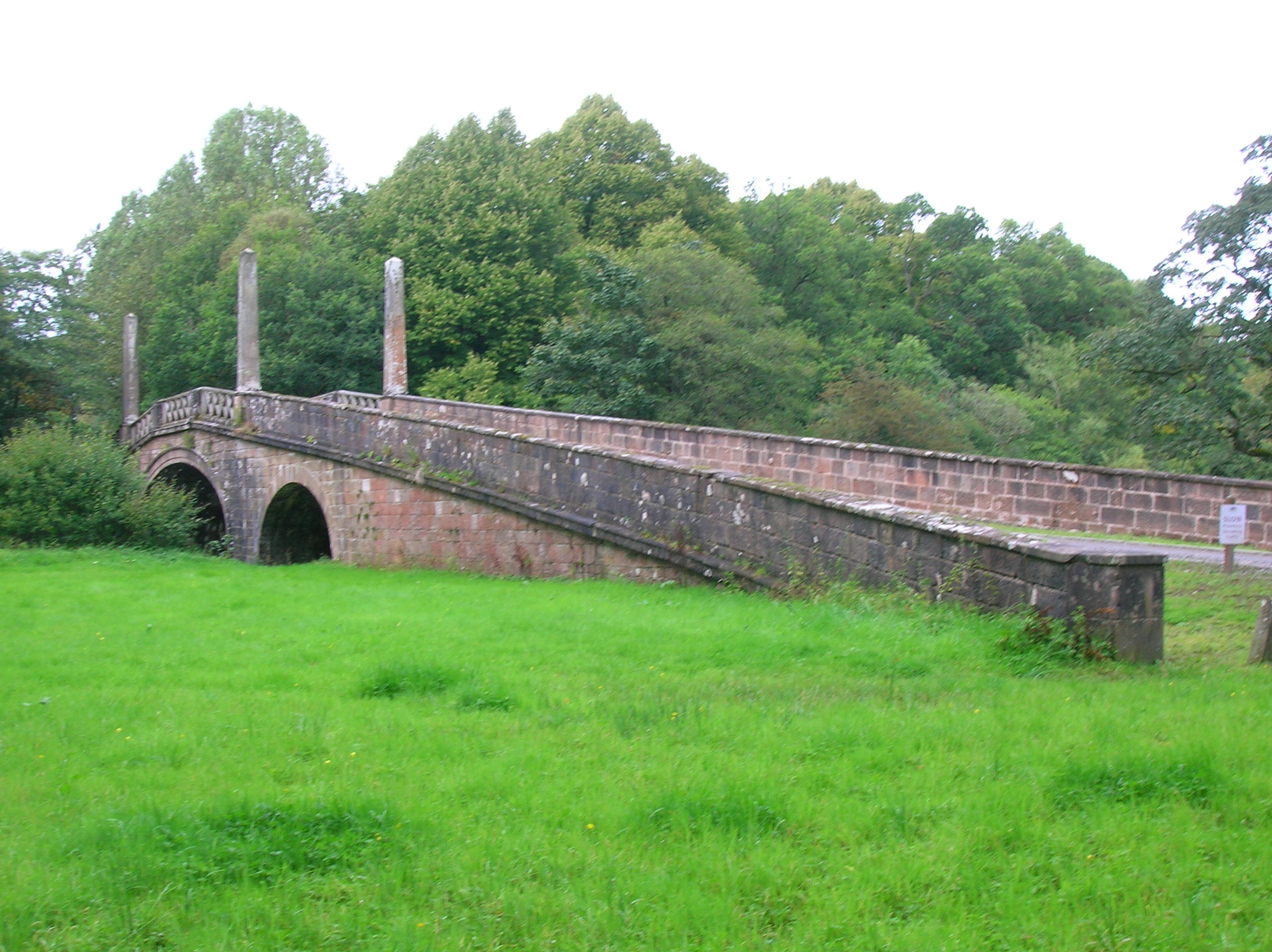
Avenue Bridge

Die Avenue Bridge führt die nördliche Zufahrt zu Dumfries House über das Lugar Water. Sie liegt etwa 400 m nordwestlich des Herrenhauses. Die steinerne Bogenbrücke quert das Lugar Water in drei Bögen. Massive Brüstungen flankieren den Fahrweg. Auf Höhe des zentralen Bogens sind sie als Balustrade gearbeitet und mit vier schlanken Obelisken bestückt. Die Brücke wurde zusammen mit dem Herrenhaus erbaut.

## Temple Lodges
Die beiden Temple Lodges liegen nördlich des Lugar Waters und bilden gemeinsam ein Denkmal der Kategorie A. Sie wurden zur Zeit von Dumfries House erbaut. Ursprünglich flankierten die Lodges den nördlichen Zufahrtsweg zu dem Herrenhaus, liegen heute jedoch abseits. Die identischen Gebäude sind bewehrt und im Stile eines Tempels gestaltet. Architektonisch weisen sie neogotische Elemente auf, darunter Spitzbögen und Vierpässe. Die Achsen der Häuser verlaufen diagonal dem Zufahrtsweg. Sie sind mit einer Blendmauer verbunden, in deren Mitte ein Torweg ausgespart ist. Die Temple Lodges sind heute nur noch als Ruinen erhalten und im Register gefährdeter denkmalgeschützter Bauwerke in Schottland gelistet. Ihr Zustand wird als ruinös bei hoher Gefährdung beschrieben. Im Juni 2013 wurden Gelder in Höhe von rund 269.000 £ zu ihrem Erhalt bereitgestellt.